# Монстр-траки
«Монстр-траки» (англ. Monster Trucks) — американская фантастическая комедия режиссёра Криса Уэджа. Премьера во Франции состоялась 21 декабря 2016 года, в Великобритании — 26 декабря 2016 года, в США — 13 января 2017 года, в России — 5 января 2017 года. Съёмки проходили в Канаде в городах Камлупс, Чилливак и Суррей. В сентябре 2016 года студия Paramount Pictures заявила о готовности заранее списать 115 миллионов долларов за провал этой картины. В конце концов студия уже проанализировала убытки этой картины.

## Сюжет
Компания «Terravex Oil» находится в процессе гидроразрыва пласта в Северной Дакоте под надзором генерального директора Риса Теннесона и геолога Джима Дауда. Операция высвобождает трех подземных существ из подземной водной системы и разрушает буровую установку. Двое захвачены Терравексом, но один из них сбегает. Тем временем Трипп Коли, выпускник средней школы, устроился на работу на свалку, где он строит пикап в надежде, что сможет покинуть свой город. У грузовика нет работающей трансмиссии. Однажды ночью Трипп встречает сбежавшее существо на свалке и захватывает его, но существо убегает, прежде чем он успевает обратиться к властям.
На следующий день Трипп вместе со своим одноклассником Мередит обнаруживает, что существо питается маслом и укрывается в капоте его грузовика. Он подружился с ним, называет его Крич и обещает помочь ему вернуться домой. Трипп модифицирует грузовик, чтобы дать Кричу больше контроля в качестве импровизированного двигателя. Грузовик действует как «инвалидное кресло» для Крича. Между тем, Теннесон по-прежнему обеспокоен инцидентом на буровой установке, поскольку подобные эксперименты показали существование других существ. Он решает защитить имидж компании, просверлив яд в дыре, ведущей к подводным туннелям, и отправив наемного наемника Берка убить своих захваченных существ, что возражает против Джима, поскольку он обнаруживает, что у монстров есть значительный интеллект и эмоции как интеллект разума улья, который позволяет обоим захваченным особям узнавать то, чему их учили.
Трипп и Мередит идут к отцу Триппа Уэйду за помощью, но Уэйд продает Триппа Бёрку. Трипп и Мередит убегают в грузовике с Кричем. Триппа, Мередит и Крича преследуют Берк и его команда вместе с Риком. Трипп, Мередит и Крич сбегают, перепрыгивая через поезд, и разбивают лагерь в охотничьем домике.
Когда Крич понимает, что с другими существами случится что-то плохое, он направляется в штаб-квартиру Терравекса, где другие существа находятся в плену. Трипп и Мередит следуют за Кричем. По прибытии они находят родителей Крича, но на них нападают рабочие Терравекса. Крич прибывает и схвачен; Триппа и Мередит отправляют в Теннесон.
Джим решает помочь Триппу и Мередит спасти существ. Они приобретают еще два грузовика. Они модифицируют грузовики для родителей Крича. Джим помогает группе, угнав грузовик Terravex, на котором грузятся родители Крича. В представительстве существа берут под свой контроль модифицированные грузовики, и группа совершает побег на гору, ведущую к туннелям.
Терравекс преследует гору, и группа убегает. По пути Рик помогает Триппу и группе сбежать от Берка, не давая Бёрку протаранить их с дороги, а затем угоняя большой грузовик, чтобы заблокировать дорогу, чтобы предотвратить дальнейшее преследование. Поняв, что яд был введен, Трипп вступает в лобовое сражение с Бёрком, который пытается протолкнуть его в буровую скважину, но заканчивается, когда Трипп и Крич опрокидывают грузовик Берка, уничтожая ядовитую машину и убивая Берка, когда его грузовик бросили в оборудование. Крич спасает его от утопления, прежде чем он и его родители уезжают домой, и группа разоблачает Терравекса за эксперименты, которые наносили вред среде обитания существ. Теннесона арестовывают за свои преступления, Трипп и Рик развивают хорошие отношения и вместе создают новый двигатель для грузовика, а Трипп и Мередит начинают отношения.

## В ролях
| Актёр          | Роль             |
| -------------- | ---------------- |
| Лукас Тилл     | Трипп            |
| Джейн Леви     | Мередит          |
| Томас Леннон   | доктор Билл Дауд |
| Барри Пеппер   | шериф Рик Ловик  |
| Холт Маккэлани | Берк             |
| Эми Райан      | Синди Коули      |
| Роб Лоу        | Риз Теннесон     |
| Дэнни Гловер   | мистер Уизерс    |
| Фрэнк Уэйли    | Уэйд Коули       |
| Самара Уивинг  | Брианна          |
| Крис Готье     | мистер Гелдон    |
| Цинта Лаура    | Ариэль           |
| Дэниел Бейкон  | техник           |

## Отзывы
Фильм получил преимущественно негативные отзывы кинокритиков. На сайте Rotten Tomatoes у фильма 32 % положительных рецензий на основе 81 отзыва, на сайте Metacritic — 41 балл из 100 на основе 23 критических отзывов.